# HSPA+
HSPA+ (англ. Evolved High-Speed Packet Access, «розвинутий високошвидкісний пакетний доступ») — стандарт мобільного зв'язку (3.75G).
HSPA+ є еволюцією HSPA, у який додано більш складні модулі 16QAM (uplink) / 64QAM (downlink) та технологія MIMO (мультивхід/мультивихід)
Дозволяє досягти швидкості завантаження до 42,2 Мбіт/с та віддачі до 5,76 Мбіт/с.
Саме на такому стандарті зв'язку, розгортають свої мобільні мережі українські мобільні оператори: lifecell, Vodafone, та Київстар.